# Open Pereira 2009
L'Open Pereira 2009, noto anche come Seguros Bolivar Open Pereira per motivi di sponsorizzazxione, è stato un torneo professionistico di tennis maschile giocato sulla terra rossa, che faceva parte dell'ATP Challenger Tour 2009. Si è giocato a Pereira in Colombia dal 27 aprile al 3 maggio 2009.

## Partecipanti

### Teste di serie
| Nazionalità     | Giocatore              | Ranking* | Testa di serie |
| --------------- | ---------------------- | -------- | -------------- |
| Argentina       | Horacio Zeballos       | 130      | 1              |
| Colombia        | Santiago Giraldo       | 132      | 2              |
| Ecuador         | Giovanni Lapentti      | 175      | 3              |
| Argentina       | Mariano Puerta         | 191      | 4              |
| Colombia        | Alejandro Falla        | 205      | 5              |
| Rep. Dominicana | Víctor Estrella Burgos | 225      | 6              |
| Brasile         | Caio Zampieri          | 241      | 7              |
| Brasile         | João Souza             | 245      | 8              |

- Ranking al 20 aprile 2009.

### Altri partecipanti
Giocatori che hanno ricevuto una wild card:
- Andrés Herrera
- Felipe Mantilla
- Eduardo Struvay
- Mariano Zabaleta

Giocatori passati dalle qualificazioni:
- Juan Flores
- Sat Galan
- Sebastián López
- James Ward

## Campioni

### Singolare
Alejandro Falla def.  Horacio Zeballos con il punteggio di 6–4, 4–6, 6–2.

### Doppio
Víctor Estrella Burgos /  João Souza hanno battuto in finale  Juan Sebastián Cabal /  Alejandro Falla con il punteggio di 6–4, 6–4.